# Telekiosken
Telekiosken är en franchisekedja som främst säljer mobiltelefoner med Telenor-abonnemang. Telekiosken är en del av norska Kjedehuset, som den 20 augusti 2007 till 49% ägdes av Telenor Norge och till 51% av franchisetagarna i de tre kedjorna i Kjedehuskoncernen: Telekiosken, Mobildata och Nordialog, inriktad på respektive den privata marknaden, små företag och stora företag.
Telekiosken har etablerat sig i köpcentra över hela Norge, Den första Telekiosken etablerades i Stavanger-området, där också Kjedehuset har sitt ursprung. Telekiosken finns också i Sverige.
Telekiosken består av 80 återförsäljare i Norge och 31 i Sverige och vänder sig mot konsumentmarknaden. Telekiosken finns på ställen med stort kundflöde, företrädesvis i köpcentrum. År 2010 bytte Telekiosken i Sverige namn till Mobilizera. 